# Battaglia di Hedgeley Moor
La battaglia di Hedgeley Moor ebbe luogo il 25 aprile 1464 a Hedgeley Moor, a nord dei villaggi di Glanton e Powburn nel Northumberland durante la Guerra delle Due Rose.

## Antefatto
Un anno dopo la battaglia di Towton, lo scontro si spostò per la prima e unica volta in Irlanda quando nell'estate del 1462 i sostenitori degli York comandati da Thomas FitzGerald, VII conte di Desmond si scontrarono con quelli dei Lancaster di John Butler, VI conte di Ormond a Piltown nella Contea di Kilkenny e dove i FitzGerald sbaragliarono definitivamente gli avversari.
All'inizio del 1464, dopo le battute d'arresto sofferte nell'anno precedente, i Lancaster speravano che le Marche gallesi e il West Country si sollevassero in loro sostegno. Gli yorkisti volevano rimuovere la minaccia dell'invasione scozzese, raggiungendo un accordo con questi ultimi. Il parlamento inglese avrebbe dovuto incontrarsi a York il 5 maggio per discutere i termini con uno dei partiti scozzesi ma nel frattempo i movimenti dei Lancaster nel Northumberland e nel North Yorkshire significava che sarebbe stato difficile per il partito scozzese viaggiare in sicurezza verso la città. Lord Montagu fu quindi inviato a nord con una piccola forza per scortarli a York. 
Il duca di Somerset ha cercato di tendere una imboscata a Montagu vicino a Newcastle, ma quest'ultimo è riuscito a eludere questo tentativo. Continuò il suo viaggio verso nord raccogliendo truppe mentre procedeva. Quando Montagu raggiunse Hedgeley Moor aveva un esercito di 5000 o 6000 uomini. Lì incontrò un esercito Lancaster comandato da 5000 uomini di Somerset. L'esercito dei Lancaster includeva anche Lord Ros e Hungerford e Sir Ralph Percy.

## La battaglia
La battaglia iniziò con il normale scambio di tiro con l'arco tra i due eserciti. Montagu avanzò quindi attraverso la 1500 iarde di brughiera, solo per essere costretto a fermarsi e riadattare le sue linee quando il fianco sinistro dei Lancaster al comando di Lord Ros e Hungerford (circa 2000 uomini), vacillò, ruppe e si disperse.
L'intera forza dei Lancaster cedette quando gli York si scontrarono con la loro linea. Respinti dal peso dei numeri, tutti tranne alcuni dei restanti Lancaster fuggirono dal campo. Sir Ralph Percy rimase con i suoi servitori domestici e fece un'ultima resistenza coraggiosa. Tuttavia, disertato dal resto dell'esercito, compresi tutti gli altri comandanti, fu presto ucciso. Alla sua morte si dice che abbia le parole enigmatiche: "Ho salvato l'uccello nel mio petto".

## Conseguenze
La sconfitta e la dispersione delle forze dei Lancaster permisero ai negoziatori scozzesi di essere scortati in sicurezza a York, dove fu trovata con successo una soluzione pacifica tra Edoardo IV e gli scozzesi. Per quanto riguarda i Lancaster, questa battaglia fu subito seguita dalla decisiva battaglia di Hexham, il 15 maggio 1464.
Un pilastro quadrato di arenaria si trova vicino al luogo della battaglia ed è noto come "Percy's Cross". Si trova sul alto est della A697, un paio di miglia a nord del villaggio di Powburn. La strada a questo punto segue la linea della strada romana conosciuta come Devil's Causeway.
Ci sono due ballate che commemorano la battaglia, The Battle of Hedgley Moor di Frederick Sheldon e The Legend of Percy's Cross di James Service.